# Municipio de Linn (condado de Warren)
El municipio de Linn (en inglés: Linn Township) es un municipio ubicado en el condado de Warren en el estado estadounidense de Iowa. En el año 2010 tenía una población de 7616 habitantes y una densidad poblacional de 80,86 personas por km².

## Geografía
El municipio de Linn se encuentra ubicado en las coordenadas 41°27′55″N 93°43′54″O / 41.46528, -93.73167. Según la Oficina del Censo de los Estados Unidos, el municipio tiene una superficie total de 94.19 km², de la cual 92.76 km² corresponden a tierra firme y (1.51%) 1.42 km² es agua.

## Demografía
Según el censo de 2010, había 7616 personas residiendo en el municipio de Linn. La densidad de población era de 80,86 hab./km². De los 7616 habitantes, el municipio de Linn estaba compuesto por el 97.09% blancos, el 0.51% eran afroamericanos, el 0.2% eran amerindios, el 0.67% eran asiáticos, el 0.04% eran isleños del Pacífico, el 0.35% eran de otras razas y el 1.14% pertenecían a dos o más razas. Del total de la población el 2.32% eran hispanos o latinos de cualquier raza.